# Cuba (pueblo)
Cuba es un pueblo ubicado en el condado de Allegany en el estado estadounidense de Nueva York. En el año 2000 tenía una población de 3.392 habitantes y una densidad poblacional de 37.3 personas por km².

## Demografía
Según la Oficina del Censo en 2000 los ingresos medios por hogar en la localidad eran de $33,939, y los ingresos medios por familia eran $37,969. Los hombres tenían unos ingresos medios de $29,291 frente a los $21,115 para las mujeres. La renta per cápita para la localidad era de $17,247. Alrededor del 9.4% de la población estaban por debajo del umbral de pobreza.